# 福島to2021‐あれからと、これからと→
『福島to2021‐あれからと、これからと→』（ふくしま とぅ2021-あれからと、これからと→）は、2011年3月11日に発生した東日本大震災および東京電力福島第一原子力発電所事故から2021年3月で10年を迎えるにあたって行われている福島県内のテレビ局5局による共同キャンペーンである。

## 概要
元は2019年1月から福島中央テレビ（中テレ）とNHK福島放送局の2局が行っていたキャンペーン。夢に向かってチャレンジを続ける県民の姿を放送やウェブ配信で紹介したり、局の垣根を超えてキャスターやアナウンサーが互いの番組に出演したり、選挙啓蒙のCMを共同で制作するなど、コラボレーション企画を展開していた。
2020年11月より福島放送、テレビユー福島、福島テレビ（福テレ）の3局が加わり、県内全テレビ局によるキャンペーンとなった。県内全テレビ局が主体となったキャンペーンはこれが初めて。
キャンペーンの顔として、郡山市出身の俳優・西田敏行が起用され、キャンペーンタイトルの声と題字を担当している。スポット楽曲は福島高校出身の音楽家・大友良英が提供している。

## つながるウィーク

### 第一弾
2021年1月18日（月）から1月22日（金）までの5日間、18時台の夕方のニュースがコラボレーションする「つながるウィーク」を実施。その第一弾として、各局の男性キャスターが被災地の「あれからと、これからと」を取材し特集VTRを制作。各局のニュース番組に生出演し、それぞれの視点から県内の現状、課題、そして未来について伝えた。

#### 各局の番組と担当キャスター、取材先
- はまなかあいづToday（NHK福島放送局）
  - 芳賀健太郎 - 浪江町
- ゴジてれ Chu !（中テレ）
  - 緒方太郎 - 楢葉町
- ふくしまスーパーJチャンネル（福島放送）
  - 内田智之 - 大熊町
- Nスタふくしま（テレビユー福島）
  - 奥秋直人 - 富岡町
- テレポートプラス（福テレ）
  - 豊嶋啓亮 - 双葉町

#### 出演スケジュール
各局とも月曜日は自局制作番組に出演する。火曜日以降は他局のスタジオに赴き、そのテレビ局の番組に生出演して特集VTRを紹介する。
|                             | 1月18日（月） | 1月19日（火） | 1月20日（水） | 1月21日（木） | 1月22日（金） |
| はまなかあいづToday         | 芳賀健太郎    | 豊嶋啓亮      | 奥秋直人      | 内田智之      | 緒方太郎      |
| ゴジてれ Chu !              | 緒方太郎      | 芳賀健太郎    | 豊嶋啓亮      | 奥秋直人      | 内田智之      |
| ふくしまスーパーJチャンネル | 内田智之      | 緒方太郎      | 芳賀健太郎    | 豊嶋啓亮      | 奥秋直人      |
| Nスタふくしま               | 奥秋直人      | 内田智之      | 緒方太郎      | 芳賀健太郎    | 豊嶋啓亮      |
| テレポートプラス            | 豊嶋啓亮      | 奥秋直人      | 内田智之      | 緒方太郎      | 芳賀健太郎    |

### 第二弾
2021年2月15日（月）から2月19日（金）まで、各局の女性キャスターによる第一弾と同様の取り組みが行われた。

#### 各局の番組と担当キャスター、取材先
- はまなかあいづToday（NHK福島放送局）
  - 高石桃子 - 飯舘村
- ゴジてれ Chu !（中テレ）
  - 野尻英恵 - 川俣町山木屋地区
- ふくしまスーパーJチャンネル（福島放送）
  - 安藤桂子 - 南相馬市小高区
- Nスタふくしま（テレビユー福島）
  - 出口朋香 - 葛尾村
- テレポートプラス（福テレ）
  - 菅家ひかる - 川内村

#### 出演スケジュール
|                             | 2月15日（月） | 2月16日（火） | 2月17日（水） | 2月18日（木） | 2月19日（金） |
| はまなかあいづToday         | 高石桃子      | 菅家ひかる    | 出口朋香      | 安藤桂子      | 野尻英恵      |
| ゴジてれ Chu !              | 野尻英恵      | 高石桃子      | 菅家ひかる    | 出口朋香      | 安藤桂子      |
| ふくしまスーパーJチャンネル | 安藤桂子      | 野尻英恵      | 高石桃子      | 菅家ひかる    | 出口朋香      |
| Nスタふくしま               | 出口朋香      | 安藤桂子      | 野尻英恵      | 高石桃子      | 菅家ひかる    |
| テレポートプラス            | 菅家ひかる    | 出口朋香      | 安藤桂子      | 野尻英恵      | 高石桃子      |

## 5局同時放送
東日本大震災から10年の2021年3月11日、夕方のニュース番組内（18時40分頃から）において被災地5か所からリレー中継を行った。リレー中継は5局で同時放送され、県内5つのチャンネルがすべて同じ映像を放送した。
- NHK福島放送局 - 大熊町
- 中テレ - 楢葉町
- 福島放送 - 田村市
- テレビユー福島 - 浪江町
- 福テレ - 双葉町

## 備考
- 月一回、各局の報道責任者が集まる会において災害対応の取材について話し合っており、災害発生時に代表カメラで共同取材ができる覚書を交わすことが検討されている[8]。